# 曲查特·瓦塔納薩姆
曲查特·瓦塔納薩姆（泰語：ชูชาติ วัฒนธรรม，1937年—），是一名已退役泰國男子羽球運動員。他是1960年代泰國最重要的雙重球員之一。
在他的家鄉，曲查特·瓦塔納薩姆在1960年與查瓦勒特·春姆庫姆一起首次贏得泰國羽球錦標賽男子雙打冠軍。到了1965年，兩人又贏得四次冠軍。
在1961年湯姆斯盃中，兩人代表泰國隊在與決賽中對陣印尼，他們先贏了陳景源/楊金美組合，隨後再輸給陳有福/李保然組合。最終泰國以3-6輸給印尼而獲得亞軍。